# Pelechiwschtschyna
Pelechiwschtschyna (ukrainisch Пелехівщина; russisch Пелеховщина Pelechowschtschina) ist ein Dorf in der ukrainischen Oblast Poltawa mit 2500 Einwohnern (2004).
Östlich des Dorfes verläuft die Fernstraße N 08. Pelechiwschtschyna liegt 22 km westlich vom ehemaligen Rajonzentrum Hlobyne und 53 km nordwestlich der Stadt Krementschuk.
Am 12. Juni 2020 wurde das Dorf ein Teil der neugegründeten Siedlungsgemeinde Hradysk, bis dahin war es Teil der Landratsgemeinde Browarky (Броварківська сільська рада/Browarkiwska silska rada) im Norden des Rajons Hlobyne.
Am 17. Juli 2020 kam es im Zuge einer großen Rajonsreform zum Anschluss des Rajonsgebietes an den Rajon Krementschuk.

## Persönlichkeiten
Im Dorf kamen die Brüder Heorhij (1913–1992) und Platon Majboroda (1918–1989), die später als Komponisten tätig waren und den Taras-Schewtschenko-Preis erhielten, zur Welt.